# Iberclear
Iberclear es el nombre comercial de La Sociedad de Gestión de los Sistemas de Registro, Compensación y Liquidación de Valores S.A. Unipersonal. Es el Depositario Central de Valores español y filial de BME (Grupo SIX).
Es una de las unidades de negocio que conforma el Grupo BME (SIX Group), el operador de todos los mercados de valores y sistemas financieros de España.
Iberclear se creó como sociedad anónima al amparo de lo previsto en el artículo 44 bis de la Ley 24/1988 del Mercado de Valores, de 28 de julio, introducido por la Ley 44/2002, de 22 de noviembre, de medidas de reforma del sistema financiero y está sujeto al Reglamento (UE) n.º 909/2014, sobre mejora de la liquidación de valores en la Unión Europea y los depositarios centrales de valores, y regulado en el art. 97 y ss. del texto refundido de la Ley del Mercado de Valores, aprobado por Real Decreto Legislativo 4/2015, de 23 de octubre. 
Actualmente BME (Grupo SIX) posee el 100% del capital de Iberclear